# Kluft
Een kluft, klauw of clauw was in Noord-Nederland de benaming van een onderverdeling van een kerspel of van een rechtstoel. Een kluft had in de regel geen eigen kerk, soms wel een kapel. Een kluft kan dan als synoniem van een wijk of buurschap worden gezien.
Het begrip kluft kwam vooral voor op het Groningse en Friese platteland, bijvoorbeeld de Juursemakluft in het Humsterland. In de Ommelanden vielen de kluften in de regel samen met een groep boerderijen of edele heerden die bij toerbeurt deelnamen aan de rechtspraak.
Daarnaast waren er buurschappen of kluften die een rol speelden bij de waterstaat, het wegenonderhoud en/of de burenhulp. Een reglement uit 1722 voor de Stadsjurisdicties van Groningen schreef voor dat ieder dorp uit een aantal kluften of buurtgilden (nabergilden) diende te bestaan, die voor de burenhulp en andere publieke taken verantwoordelijk waren. Dergelijke organisaties bestonden ook in de Ommelanden. De grotere dorpen hadden vier of meer buurtgilden. Veel buurtgilden kwamen in de loop van de 19e eeuw te vervallen, nadat hun taken grotendeels door de gemeenten werden overgenomen. Soms bleven ze als organisaties voor burenhulp bestaan, tot ze na 1900 door begrafenisverenigingen werden vervangen.
Ook in een stedelijke omgeving werd dit begrip gebruikt. Zo was de stad Groningen onderverdeeld in eerst zes en later door samenvoeging in vier kluften. Deze kluften waren weer onderverdeeld in rotten. Een rot was een buurt, of in het geval van Groningen een straat of een huizenblok aan een zijde van een straat, die geleid werd door een rotmeester. In Groningen telde in de 16e eeuw elke kluft 13 tot 19 rotten. Ook het burgerregiment (of vendel) bestond uit rotten, wat kan worden vergeleken met een peloton in een compagnie. Een rotmeester hield toezicht op een rot. In de Friese steden gebruikte men het begrip espel, op het Groningse platteland ook wel de begrippen -horn ('hoek') of -gilde.

## Andere betekenis
Het woord kluft komt in een andere betekenis voor in Amsterdam-Noord en de Zaanstreek, waar het als synoniem voor de op- of afrit van een dijk wordt gebruikt. 